# Pháo đất

Làm pháo đất

Pháo đất, còn gọi là pháo nổ, pháo nang, phết, đánh đườn theo câu nói hay được dùng khi chơi, là một trò chơi dân gian của Việt Nam sử dụng một loại pháo làm bằng đất.

## Lịch sử
Trò pháo đất đã có lịch sử lâu đời, các câu truyện lưu truyền ở đồng bằng Bắc Bộ cho biết pháo đất được hình thành trong quá trình đắp đê ngăn lũ. Hay truyền thuyết về lịch sử hội thi pháo đất ở xã An Thái, huyện Quỳnh Phụ, tỉnh Thái Bình kể rằng năm 1288, trong khi đang đi đánh trận Bạch Đằng, con voi của Trần Hưng Đạo sa lầy ở khúc sông Hóa chảy qua đây. Nhân dân quanh vùng đã dùng đất ném xuống sông cho voi thoát lên. Từ đó, khi nông nhàn, nhân dân thường tụ tập diễn lại cảnh này và dần dần hình thành nên hội thi pháo đất. Cổ xưa hơn, truyền thuyết của người dân ở xã Hồng Phong, huyện Ninh Giang, tỉnh Hải Dương nói rằng trò chơi này có ở đây từ thời Hai Bà Trưng khi nữ tướng Lê Chân dùng pháo đất với mục đích nghi binh và chơi trong những ngày hội hè nhằm xua tan âm khí, dịch bệnh.

## Công cụ và sân chơi
Công cụ để chơi pháo đất được làm từ các loại đất có độ quánh cao như đất sét, đất thịt... Pháo thường có dạng như hình cái chảo không có tay cầm hoặc hình bầu dục có thành dày hơn đáy với kích thước linh hoạt và nhiều khi phụ thuộc vào lượng đất nguyên liệu mà trẻ em kiếm được. Ở các lễ hội thi, pháo đất được chế tác rất to, gọi là mâm pháo và có thể dùng từ 20 kg đến 50 kg đất. Sân chơi thường là một mặt bằng càng phẳng càng tốt để vành pháo có thể tiếp xúc khít nhằm gây tiếng nổ to. Đất được sử dụng để nặn pháo nhiều lần do đó mặt bằng được làm sạch bụi để bụi không làm khô đất.

## Kỹ thuật
- Kỹ thuật làm pháo đất: đất được làm tăng độ dẻo và nhuyễn bằng cách nhào nặn nhiều lần để khi nặn thì độ bền của thành hoặc đáy ở những chỗ có độ dày giống nhau tương đối đồng đều. Trường hợp đất quá khô phải cho thêm nước khi nhào, nặn. Độ dày của đáy phải ở mức độ phù hợp với diện tích của nó thì khi nổ mới tạo thành tiếng kêu to và vết phá ở đáy vừa phải. Vành của pháo đất phải được làm sao cho nó tạo thành một mặt phẳng có thể úp khít xuống mặt sân chơi. Ở những hội thi, khi làm pháo lớn, người ta làm vành pháo giống như cạp của rổ, rá.
- Kỹ thuật nổ pháo: người chơi cho pháo nổ bằng cách cầm pháo theo cách đáy pháo tiếp xúc với lòng bàn tay rồi ụp mạnh xuống để vành pháo tiếp xúc với bề mặt sân chơi. Kỹ thuật này đòi hỏi độ chính xác cao để mặt phẳng của vành pháo tiếp xúc đều với bề mặt sân chơi mới có thể tạo ra tiếng nổ to, nếu góc tiếp xúc không chuẩn, pháo sẽ vón thành một cục đất chứ không nổ. Khi pháo đập xuống mặt sân chơi, áp suất cao của không khí trong lòng pháo khi bị nén sẽ phá vỡ đáy của nó tạo thành tiếng nổ.

## Luật chơi
Luật chơi pháo đất rất đơn giản, những người chơi sẽ được chia những phần đất đều nhau để làm quả pháo đất của mình. Những người chơi sẽ lần lượt cho pháo nổ, pháo của ai nổ to được coi là thắng cuộc. Ở các cuộc thi, pháo đất ngoài nổ to phải kèm theo yêu cầu vết phá ở đáy pháo càng rộng càng tốt. Ở một số địa phương (Tứ Kỳ - Hải Dương), kiểu chơi pháo này còn gọi là pháo Nồ (pháo Nồi). Pháo đất cũng có thể chia nhiều người chơi thành hai phe và cử đại diện cho pháo nổ.
Một loại pháo đất khác có hình bầu dục, thường do người lớn tuổi chơi thì khi chơi (gieo pháo), vành pháo sau khi nổ phải tách rời ra và nằm vắt ngang thân mà không bị đứt đoạn. Kết quả (thành tích) mà mỗi pháo thủ đạt được được tính là đội dài vành pháo bung ra, thường được đo bằng đơn vị "thước" (do từng địa phương quy định).

## Một số tập quán của trò chơi
- Để thử độ dẻo, nhuyễn của đất, trẻ em thường đứng thẳng và vo tròn đất vật liệu lại rồi thả cho rơi tự do xuống nền sân chơi. Nếu đất sau khi rơi xuống tạo thành một hình tròn có độ dày tương đối đồng đều thì được coi là đã đạt chất lượng.
- Trước khi cho pháo đất của mình nổ, trẻ em thường hô to pháo nổ, pháo nang, cả làng chịu chưa? rồi hà hơi vào miệng pháo đất trước khi cho nổ. Động tác hà hơi nhằm cầu mong cho pháo đất của mình nổ to. Trong trường hợp cuộc chơi được chia làm hai phe, sau khi một bên đã hô như trên, khi đến lượt, bên kia sẽ hô "chưa chịu!" hàm ý pháo của mình sẽ nổ to hơn.
- Trẻ em khi chơi với nhau thường quy định phần thưởng là người thua cuộc sau mỗi lần cho pháo nổ phải dùng một lượng đất vật liệu mà khi dàn mỏng ra có thể phủ kín diện tích đáy pháo đã bị phá vỡ của người thắng cuộc để "đền" cho người đó. Nếu nhiều hơn hai người chơi có thể thỏa thuận người xếp cuối cùng "đền" cho người thứ nhất, người xếp ngay trước người cuối cùng "đền" cho người thứ hai... Những người thua cuộc nhiều lần sẽ rơi vào tình trạng đất vật liệu ít dần dẫn đến pháo không thể nổ to được nữa và phải bỏ cuộc.
- Đất làm pháo khi tàn cuộc chơi hay được trẻ em dùng để nặn các con giống, bi đất... để tiếp tục những trò chơi mới.

## Một số lễ hội pháo đất
Ở vùng đồng bằng Bắc Bộ, một số địa phương (Thái Bình, Hải Phòng, Hải Dương) tổ chức lễ hội thi pháo đất. Đất làm pháo được lựa chọn và luyện công phu. Quả pháo đất rất to, thường nặng từ 30–50 kg, có vành và phải nhiều người khiêng khi cho pháo nổ. Ngoài tiếng nổ to, pháo đất thắng giải còn phải đáp ứng một số yêu cầu khác như lỗ thủng, vị trí của vành pháo sau khi nổ, ... Lễ hội truyền thống nhất và cổ xưa nhất là ở các vùng của Ninh Giang, Hải Dương. Một số làng pháo nổi tiếng như Nghĩa An, Ứng Hoè, Tân Hương, ...
Hội truyền thống thường tổ chức vào dịp 30/4 và 1/5 dương lịch. Ngoài ra còn thi đấu giữa các làng rồi các xã với nhau.

## Thành ngữ
- Pháo nổ nồi rang, cả làng nghe thấy.